# Masbate
Koordinaten: 12° 12′ N, 123° 40′ O
Masbate (Masbateño: Probinsya san Masbate) ist eine Provinz der Philippinen. Sie umfasst die gleichnamige Inselgruppe mit der Haupt-Insel Masbate.
Sie liegt zwischen der Südost-Spitze von Luzon im Norden, Leyte im Südosten, Cebu im Süden und Panay im Südwesten.
Die Provinz besteht aus der gleichnamigen Inselgruppe (insgesamt 39 Inseln), weist eine Fläche von 4151,78 km² auf und hat 892.393 Einwohner (Stand 1. August 2015). Größte Stadt ist Masbate City mit 95.389 Einwohnern. Die Küstenlänge der Provinz beträgt ca. 968 km.

Karte mit den Inseln Masbate, Burias und Ticao im Osten

Die größten bewohnten Inseln der Provinz sind:
- Masbate (3296 km², 435.200 Einwohner) im Süden
- Burias (417,4 km², 76.400 Einw.) im Nordwesten
- Ticao (332 km², 72.900 Einw.) im Nordosten

Weitere bewohnte Inseln sind Naro- und Peña Island, die im Süden der Provinz in der Visayas-See liegen.
Die Hauptwirtschaftszweige der Provinz sind Mais- und Reisanbau, Fischerei und Rinderzucht.
Gold wird auf der Insel Masbate vier Kilometer südwestlich der Stadt Aroroy abgebaut. Die Mine gehört seit 2007 zu der australischen CGA Mining Limited und ist derzeit das größte derartige Projekt des Landes.

## Verwaltungsgliederung
Die Provinz Masbate ist politisch in 20 Stadtgemeinden (englisch: Municipalities; Filipino: Bayan) und eine Stadt untergliedert. Diese wiederum werden in insgesamt 550 Baranggays unterteilt.
Bei der Wahl zum Repräsentantenhaus der Philippinen verfügt die Provinz über drei Wahldistrikte.

### Städte
- Masbate City

### Stadtgemeinden
| - Aroroy - Baleno - Balud - Batuan - Cataingan - Cawayan - Claveria | - Dimasalang - Esperanza - Mandaon - Milagros - Mobo - Monreal - Palanas | - Pio V. Corpuz - Placer - San Fernando - San Jacinto - San Pascual - Uson |